# Coprosma novaehebridae
Coprosma novaehebridae är en måreväxtart som beskrevs av Walter Reginald Brook Oliver. Coprosma novaehebridae ingår i släktet Coprosma och familjen måreväxter.
Artens utbredningsområde är Vanuatu. Inga underarter finns listade i Catalogue of Life.